# 蒲凝重
蒲凝重（1538年—1576年），原名蒲凝翠，字鎮之，號任斋，廣東廣州府南海縣人，民籍，明朝政治人物。

## 生平
廣東鄉試第八名舉人。嘉靖四十四年（1565年）中式乙丑科三甲第二百二十三名進士。工部观政，四十五年二月授行人，隆慶二年（1568年）四月升右司副，三年三月降邵阳县丞，八月升靈川知县，万历元年（1573年）正月升温州府同知，四年卒。

## 家族
曾祖蒲昌，壽官；祖父蒲穗；父蒲維霑，庠生封行人。前母李氏；母黃氏。兄蒲凝芳。